# Czeburgolskaja
Czeburgolskaja (ros. Чебургольская) – stanica w Rosji, w Kraju Krasnodarskim, w rejonie krasnoarmiejskim. W 2010 liczyła 2447 mieszkańców.